# Christian Heinrich Delius

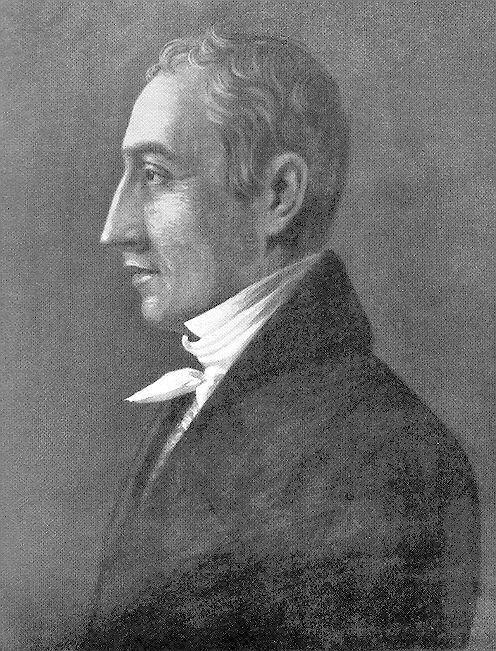
Christian Heinrich Delius

Christian Heinrich Delius (* 24. Oktober 1778 in Wernigerode; † 14. April 1840 ebenda) war Archivar und Historiker.

## Leben
Delius war der einzige Sohn des Bürgermeisters und Stadtsyndikus’ Jakob Heinrich Delius in Wernigerode. Nach dem Besuch der Lateinschule seiner Heimatstadt ging er 1796 an das Pädagogium Ilfeld und 1798 an die Universität Göttingen. Von 1800 bis 1801 besuchte er die Universität Halle und kehrte daraufhin nach Wernigerode zurück, wo er in den Dienst des Grafen Christian Friedrich zu Stolberg-Wernigerode trat. Am 7. Juni 1802 wurde er zum gräflichen Archivassistenten und am 23. Juni 1804 zum gräflichen Archivar(ius) ernannt. 1810 wurde er zum korrespondierenden Mitglied der Göttinger Akademie der Wissenschaften gewählt.
Delius begleitete den damaligen Erbgrafen Henrich zu Stolberg-Wernigerode 1807 bei dessen Reise nach Paris und weilte gemeinsam mit ihm 1814/15 auf dem Wiener Kongress und 1822 am preußischen Hofe in Berlin, um einen neuen Rezess zwischen Preußen und dem Grafenhaus Stolberg-Wernigerode abzuschließen. Für seine herausragenden Verdienste wurde er am 7. September 1814 zum gräflichen Rat, 1816 zum Regierungs- und Konsistorialrat und 1834 zum Direktor der gräflichen Regierung ernannt. Diese Funktion übte er bis zu seinem Tode aus. Er errichtete sich hinter dem Rathaus Wernigerode ein neues Wohnhaus, das heute als Harzmuseum genutzt wird.
Am 4. Juni 1816 heiratete er in Wernigerode Louise Henriette Caroline Hopstock (1793–1861), die Tochter des Wernigeröder Kaufmanns Andreas August Carl Hopstock (1752–1802).
Delius hinterließ eine bedeutende Bibliothek von rund 13.000 Bänden und 10.000 Landkarten, die nach seinem Tod mit der gräflichen Bibliothek vereint wurden. Sein schriftlicher Nachlass hingegen wurde in das gräfliche Archiv integriert und wird heute am Standort Wernigerode der Abteilung Magdeburg des Landesarchivs Sachsen-Anhalt verwaltet.
Delius, der an Leberentzündung starb, wurde am 17. April 1840 auf dem Schlosskirchhof beigesetzt.

## Werke
- Die Hildesheimische Stiftsfehde, Leipzig 1803
- Ueber die Grenzen und Eintheilung des Erzbisthums Bremen, Wernigerode 1808
- Beiträge zur Geschichte deutscher Gebiete und ihrer Beherrscher
  - a) Bruchstücke aus der Geschichte des Amtes Elbingerode, Quedlinburg 1813
  - b) Nachrichten zur Geschichte der Landstände in der Grafschaft Wernigerode, Wernigerode 1813
- Untersuchungen über die Geschichte der Harzburg und den vermeinten Götzen Krodo, Halberstadt 1826